# Parafia św. Stanisława Biskupa i Męczennika w Buku
Parafia św. Stanisława Biskupa w Buku – rzymskokatolicka parafia w Buku, należy do dekanatu bukowskiego. Powstała około 1289 roku.
Obecny farny kościół, klasycystyczny, został zbudowany w latach 1838–1846. Spalony w roku 1945 został odrestaurowany w latach 1946–1949. Mieści się przy ulicy Mury. Na terenie parafii znajduje się też okazyjnie używany drewniany kościół św. Krzyża zbudowany w roku 1760.